# Kovačica
Kovačica (Servisch: Ковачица, Hongaars: Antalfalva en Duits: Kowatschitza) is een gemeente in het Servische district Zuid-Banaat.
Kovačica telt 27.890 inwoners (2002). De oppervlakte bedraagt 419 km², de bevolkingsdichtheid is 66,6 inwoners per km².
De gemeente omvat naast de hoofdplaats Kovačica de plaatsen Debeljača, Idvor, Padina, Putnikovo, Samoš, Uzdin en Crepaja.
Kovačica en Padina zijn plaatsen met een in meerderheid Slowaakse bevolking. In de totale gemeente zijn de Slowaken met 42% van de inwoners de belangrijkste bevolkingsgroep.
Debeljača is een Hongaarse enclave, er wonen ruim 2800 Hongaren die bijna 55% van de bevolking vormen.
In Uzdin ten slotte zijn de Roemenen in de meerderheid (75% van de bevolking).